# どうしようもない (小田桐仁義の曲)
どうしようもない(英:Doushiyoumonai)とは小田桐仁義が、2022年12月10日にDL＆ST版として配信された、シングル25代目である。
ちなみにリリース当日に公開されたMVは京浜工業地帯で急遽三時間だけ場所を借りて撮影したという。

## 収録

### シングル
- 25代目「どうしようもない」 DL＆ST/2022年12月20日配信[4]

### アルバム
- 4th Album「ODAJIN MUSIC」 CD/2023年5月26日 DL＆CD/2023年7月16日配信

3.どうしようもない

### その他アルバム
- 「KARAOKE KIT 2」 USB/2025年1月19日

6.どうしようもない（カラオケ）

## MV
- （MV）どうしようもない / おだじん [5]